# Ordubad
Ordubad is een stad in Azerbeidzjan en is de hoofdplaats van het district Ordubad in Nachitsjevan.
De stad telt 10.300 inwoners (01-01-2012).